# فارست ویتاکر
فارست استیون ویتاکر (انگلیسی: Forest Steven Whitaker؛ زادهٔ ۱۵ ژوئیهٔ ۱۹۶۱) بازیگر آمریکایی است. او جوایزی شامل اسکار، گلدن گلوب، اِمی و جشنوارهٔ کن کسب کرده‌است. نخل طلای افتخاری جشنواره فیلم کن ۲۰۲۲ به وی اهدا شد.
ویتاکر به‌خاطر ایفای نقش دیکتاتور اوگاندایی، ایدی امین، در فیلم آخرین پادشاه اسکاتلند (۲۰۰۶) جایزه اسکار بهترین بازیگر نقش اول مرد را به‌دست‌ آورد. وی چهارمین بازیگر مرد سیاه‌پوست بعد از سیدنی پواتیه، دنزل واشینگتن و جیمی فاکس است که به این جایزه دست پیدا می‌کند. او در فیلم علمی تخیلی تحسین‌شدهٔ ورود (۲۰۱۶) و فیلم‌های پرفروش روگ وان (۲۰۱۶) و پلنگ سیاه (۲۰۱۸) حضور یافت.

## فیلم‌شناسی

### فیلم
| سال  | عنوان                      | نقش                        | توضیحات |
| ---- | -------------------------- | -------------------------- | --- |
| ۱۹۸۲ | برچسب: بازی ترور           | بادیگارد گودی              | |
| ۱۹۸۲ | اوقات خوش در ریجمونت های   | چارلز جفرسون               | |
| ۱۹۸۵ | ویژن کوئست                 | ژان پیر "بالدوزر" بالدوزیه | |
| ۱۹۸۶ | رنگ پول                    | آموس                       | |
| ۱۹۸۶ | جوخه                       | هارولد "هارولد بزرگ"       | |
| ۱۹۸۷ | شرط‌بندی                    | کارآگاه جک پیسمو           | |
| ۱۹۸۷ | صبح بخیر، ویتنام           | سرباز ادوارد گارلیک        | |
| ۱۹۸۸ | رینگ خونین                 | مأمور CID رالینز           | |
| ۱۹۸۸ | پرنده                      | چارلی پارکر                | جایزه بهترین بازیگر مرد جشنواره کن نامزد–جایزه گلدن گلوب بهترین بازیگر مرد – فیلم درام                                    |
| ۱۹۸۹ | جانی خوش‌قیافه              | دکتر استیون فیشر           | |
| ۱۹۹۰ | مرکز شهر                   | دنیس کورن                  | |
| ۱۹۹۱ | خاطرات یک هیتمن            | دکر                        | |
| ۱۹۹۱ | خشم در هارلم               | جکسون                      | همچنین تهیه‌کنندهٔ مشترک |
| ۱۹۹۲ | ماده ۹۹                    | دکتر سید هندلمن            | |
| ۱۹۹۲ | بازی گریه                  | جودی                       | |
| ۱۹۹۲ | بزرگسالان راضی             | دیوید داتونویل             | |
| ۱۹۹۳ | سارق بانک                  | آفیسر بتل                  | |
| ۱۹۹۳ | جسددزدها                   | سرگرد متیو کالینز          | |
| ۱۹۹۳ | آخرین نور                  | فرد ویتمور                 | |
| ۱۹۹۴ | منفجر شده                  | افسر آنتونی فرانکلین       | |
| ۱۹۹۴ | آماده پوشیدن               | سی بیانکو                  | |
| ۱۹۹۴ | غزل جیسون                  | "مداگ"                     | |
| ۱۹۹۵ | گونه                       | دن اسمیتسون                | |
| ۱۹۹۵ | دود                        | سایرس کول                  | |
| ۱۹۹۵ | قطعه موسیقی آقای هولاند    | بابی تید بزرگسال           | بدون ذکر نام |
| ۱۹۹۶ | پدیده                      | نیت پوپ                    | |
| ۱۹۹۸ | سرشماری                    | کرین                       | |
| ۱۹۹۹ | گوست داگ: سلوک سامورایی    | "سگ شبح"                   | |
| ۱۹۹۹ | روشنش کن                   | افسر دانته جکسون           | |
| ۲۰۰۰ | آوردگاه زمین               | کر                         | |
| ۲۰۰۰ | چهار سگ در حال بازی پوکر   | آقای الینگتون              | |
| ۲۰۰۱ | چهارمین فرشته              | مأمور اف‌بی‌آی جولز برنارد   | |
| ۲۰۰۱ | بالن‌های یهودی              | جرمیا شولتزه               | فیلم کوتاه |
| ۲۰۰۱ | استخدام: دنبال             | کارفرما                    | فیلم کوتاه؛ بدون ذکر نام                                                                                                  |
| ۲۰۰۱ | اژدهای سبز                 | ادی                        | همچنین تهیه‌کنندهٔ اجرایی                                                                                                   |
| ۲۰۰۲ | اتاق پناهگاه               | برنهام                     | |
| ۲۰۰۲ | باجه تلفن                  | کاپیتان اد رامی            | |
| ۲۰۰۴ | جیمینی گلیک در لالاوود     | خودش                       | |
| ۲۰۰۴ | دختر اول                   | راوی                       | همچنین کارگردان تهیه‌کنندهٔ اجرایی                                                                                          |
| ۲۰۰۵ | سفری کوتاه به بهشت         | آبه هولت                   | |
| ۲۰۰۵ | تفنگ آمریکایی              | کارتر                      | همچنین تهیه‌کنندهٔ اجرایی                                                                                                   |
| ۲۰۰۵ | ماری                       | تد یونگر                   | |
| ۲۰۰۶ | حتی پول                    | کلاید اسنو                 | |
| ۲۰۰۶ | مرداب                      | جفری هانت                  | |
| ۲۰۰۶ | قهرمان کوچک                | لونی بروستر                | صداپیشه |
| ۲۰۰۶ | آخرین پادشاه اسکاتلند      | عیدی امین                  | جایزه اسکار بهترین بازیگر نقش اول مرد جایزه بفتای بهترین بازیگر نقش اول مرد جایزه گلدن گلوب بهترین بازیگر مرد – فیلم درام |
| ۲۰۰۷ | هوایی که تنفس می‌کنم        | خوشبختی                    | |
| ۲۰۰۷ | اثر موج‌دار                 | فیلیپ                      | همچنین تهیه‌کنندهٔ اجرایی                                                                                                   |
| ۲۰۰۷ | مناظره‌کنندگان بزرگ         | جیمز ال. فارمر، سینیور     | |
| ۲۰۰۸ | نقطه برتری                 | هوارد لوئیس                | |
| ۲۰۰۸ | سلاطین خیابان              | کاپیتان جک واندر           | |
| ۲۰۰۸ | شکارچیان اژدها             | لیان چو (صداپیشه)          | |
| ۲۰۰۸ | موجودات بالدار             | چارلی آرشنو                | |
| ۲۰۰۹ | آبی نیلگون                 | چارلی                      | همچنین تهیه‌کننده |
| ۲۰۰۹ | جایی که موجودات وحشی هستند | ایرا (صداپیشه)             | |
| ۲۰۰۹ | فصل طوفان                  | آل کالینز                  | |
| ۲۰۱۰ | شرخر                       | جیک فریوالد                | |
| ۲۰۱۰ | لالایی برای پی             | جورج                       | |
| ۲۰۱۰ | آهنگ عشق من                | جوی                        | |
| ۲۰۱۰ | تجربه                      | باریس                      | |
| ۲۰۱۰ | عروسی خانوادگی ما          | بردفورد بوید               | |
| ۲۰۱۱ | گرفتن .۴۴                  | رونی                       | |
| ۲۰۱۲ | کارمزدها                   | دنیس لارو                  | |
| ۲۰۱۲ | حقیقتی تلخ                 | فرانسیسکو فرانسیس          | |
| ۲۰۱۲ | ارنست و سلستین             | ارنست (صدا)                | نسخهٔ انگلیسی |
| ۲۰۱۳ | آخرین مقاومت               | مأمور اف‌بی‌آی جان بانیستر   | |
| ۲۰۱۳ | توبه                       | آنخل سانچز                 | همچنین تهیه‌کننده |
| ۲۰۱۳ | زولو                       | علی سوخلا                  | |
| ۲۰۱۳ | گروگان                     | ویل                        | |
| ۲۰۱۳ | سرخدمتکار                  | سیسیل گینز                 | نامزد–جایزه انجمن بازیگران فیلم بازیگر مرد برجسته                                                                         |
| ۲۰۱۳ | ولادت سیاه                 | کشیش کرنل                  | |
| ۲۰۱۳ | خارج از کوره               | رئیس وسلی بارنز            | |
| ۲۰۱۴ | دو مرد در شهر              | ویلیام گارنت               | |
| ۲۰۱۴ | ربوده‌شده ۳                 | بازرس فرانک دوتزلر         | |
| ۲۰۱۵ | دوپ                        | راوی                       | |
| ۲۰۱۵ | چپ‌دست                      | تیتوس "تیک" ویلز           | |
| ۲۰۱۶ | ورود                       | سرهنگ وبر                  | |
| ۲۰۱۶ | روگ وان                    | ساو گررا                   | |
| ۲۰۱۷ | بخشوده                     | اسقف اعظم دزموند توتو      | |
| ۲۰۱۸ | ببخشید مزاحم شما شدم       | اولین اکوسافین/ دماریوس    | همچنین تهیه‌کننده |
| ۲۰۱۸ | بوردن                      | کشیش دیوید کندی            | |
| ۲۰۱۸ | پلنگ سیاه                  | زوری                       | |
| ۲۰۱۸ | چگونه پایان می‌پذیرد        | تام                        | |
| ۲۰۱۸ | شهر دروغ‌ها                 | جک جکسون                   | |
| ۲۰۱۹ | پیدا کردن استیو مک‌کوئین    | هوارد لمبرت                | |
| ۲۰۲۰ | طنین جنگل: داستان کریسمس   | جرونیکوس جانگل             | |
| ۲۰۲۱ | بزرگداشت                   | سی ال فرانکلین             | |
| ۲۰۲۳ | جورج فورمن بزرگ            | داک برادوس                 | |
| ۲۰۲۴ | مگالوپلیس                  |                            | |
| ۲۰۲۵ | ویرانی                     |                            | |

### به‌عنوان کارگردان
| سال  | عنوان           | توضیحات |
| ---- | --------------- | ------- |
| ۱۹۹۳ | بسته‌شده         |         |
| ۱۹۹۵ | در انتظار بازدم |         |
| ۱۹۹۸ | امید شناور      |         |
| ۲۰۰۴ | دختر اول        |         |